# Schola (unità militare)

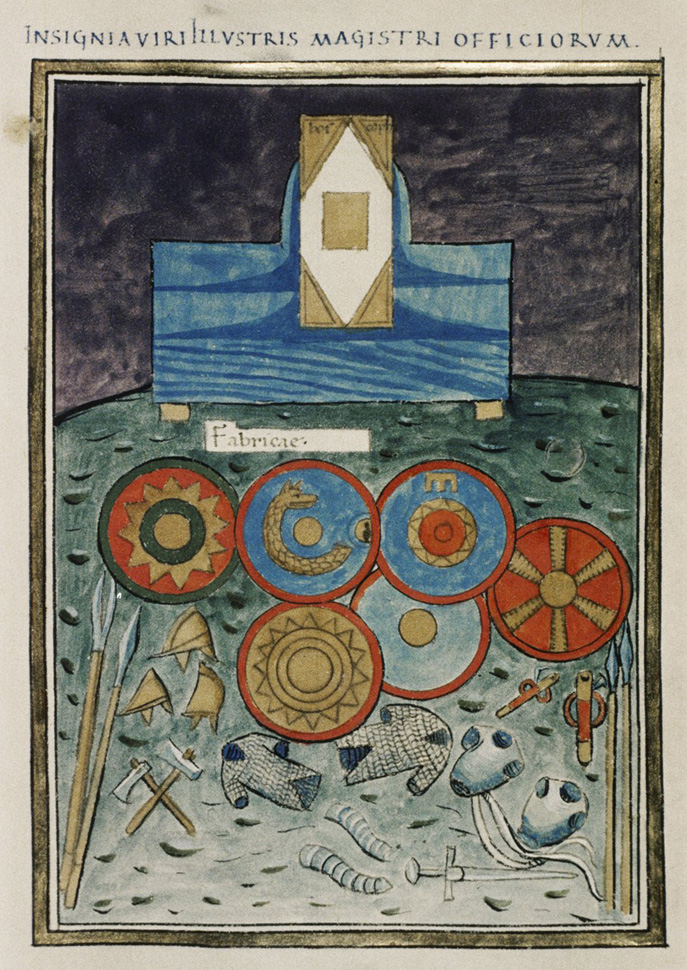
Le insegne di sei delle scholae orientali così come appaiono nella Notitia dignitatum.

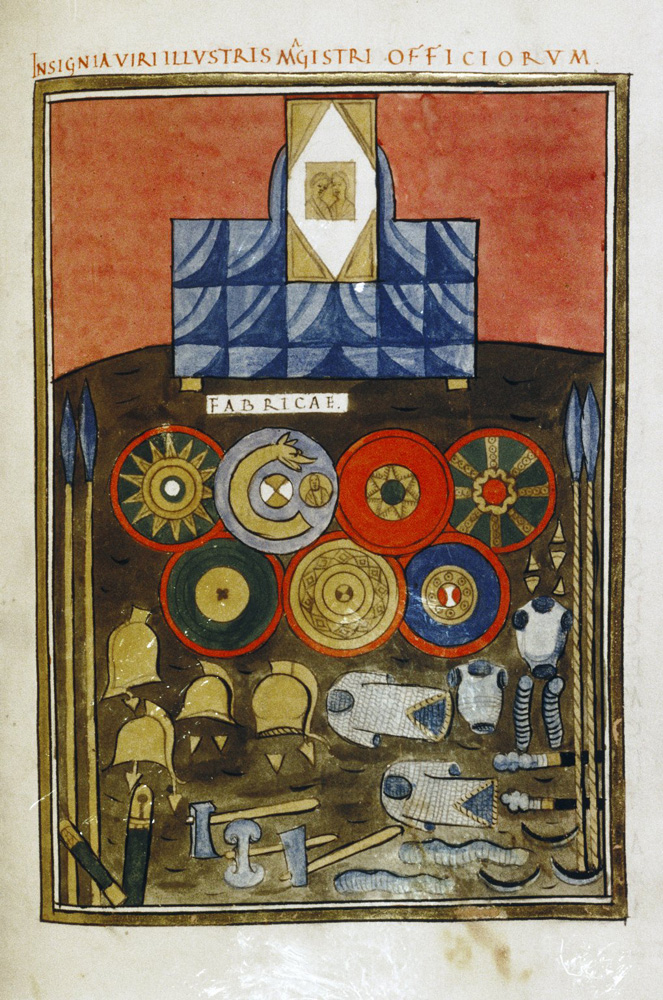
Le insegne delle scholae occidentali così come appaiono nella Notitia dignitatum.

La schola palatina o Schola (in latino Schola, al plurale Scholae; in greco antico: Σχολή?, Scholḗ, al plurale Σχολαί, Scholaí) era una unità di cavalleria d'élite dell'esercito del tardo Impero romano e impero romano d'Oriente, al diretto comando dell'imperatore e di cui costituivano un elemento della sua guardia palatina.
Le scholae palatinae furono istituite all'inizio del IV secolo, per opera di Diocleziano o di Costantino I, il quale sciolse l'antica guardia imperiale dei Pretoriani. Le scholae furono poi divise tra l'Impero romano d'Occidente e d'Oriente: le prime, in quanto guardia imperiale, furono sciolte da Teodorico il Grande (continuarono ad esistere, forse come guardie cittadine di Ravenna, fino al VI-VII secolo), le seconde sopravvissero fino al tardo XI secolo, quando scomparvero durante il regno di Alessio I Comneno.
Nell'impero romano d'Oriente erano presenti nel VI secolo 7 unità di Scholae (portate a 11 da Giustino I e riportate a 7 da Giustiniano I) composte da 500 uomini ciascuna.
Il nome si deve alle grandi sale del palazzo imperiale in cui si radunavano (le scholae) e l'ammissione era soltanto a pagamento.

## Come unità dell'Impero romano
Prima del 312 esistevano già unità come la schola gentilium, che potrebbe essere stata creata dall'imperatore romano Diocleziano. Alternativamente, le scholae potrebbero essere state formate da Costantino I: dopo la battaglia di Ponte Milvio (312), infatti, Costantino sciolse la Guardia pretoriana, in quanto questa si era schierata con il suo avversario Massenzio.
Il termine "schola" era comunemente usato agli inizi del IV secolo per indicare i corpi organizzati del seguito imperiale, sia civili che militari, e derivava dal fatto che occupavano determinate stanze all'interno del palazzo. Ogni schola era una unità di cavalleria, composta, all'epoca di Giustiniano I (VI secolo), da 500 cavalieri, reclutati soprattutto tra le tribù germaniche: Franchi e Alamanni nella parte occidentale dell'impero e Goti in quella orientale.
Ogni schola era comandata da un tribuno, poi successivamente al V secolo da un comes scholarorum, che aveva sotto il suo diretto comando un certo numero di ufficiali anziani detti domestici o protectores. Nell'ambito civile le scholae furono alla fine poste sotto la direzione di un magister officiorum. Se all'inizio erano tre unità, nel V secolo la Notitia dignitatum elenca sette scholae nella parte orientale dell'Impero e cinque in quella occidentale.
- Nella parte occidentale, di cui la Notitia riferisce la situazione negli anni 420, si trovavano:
  - Scola scutariorum prima[9]
  - Scola scutariorum secunda[9]
  - Scola armaturarum seniorum[9][10]
  - Scola gentilium seniorum[9][10]
  - Scola scutatorium tertia[9]
- Nella parte orientale, di cui la Notitia riferisce la situazione negli anni 390, si trovavano:
  - Scola scutariorum prima[11]
  - Scola scutariorum secunda[11]
  - Scola gentilium seniorum[10][11][12]
  - Scola scutariorum sagittariorum, unità di arcieri a cavallo.[11]
  - Scola scutariorum clibanariorum, unità di clibanari (probabilmente da identificare con la scola scutatorium quarta).[11]
  - Scola armaturarum iuniorum[10][11]
  - Scola gentilium iuniorum.[10][11]

Al tempo di Giustiniano, ma forse anche prima, le scholae furono dislocate nelle città della Tracia e della Bitinia, servendo nel palazzo a rotazione.
In virtù del loro status di guardie gli scholares godevano di una paga e di privilegi maggiori rispetto ai semplici soldati.
Col tempo, però, le scholae andarono perdendola loro importanza e le proprie funzioni originarie, tant'è che nella parte orientale furono rimpiazzate con gli excubitores dall'imperatore Leone I, mentre in quella occidentale furono sciolti da Teodorico il Grande. Sotto Zenone divennero delle truppe da parata.
Sebbene nel VI secolo rivestissero ormai un ruolo meramente cerimoniale, nel IV secolo le quattro scholares dette candidati formavano la guardia personale dell'imperatore e lo accompagnavano nelle spedizioni militari, così come accadde per quelle in Persia di Giuliano.

### Scholaresdegni di nota
- Sergio e Bacco furono ufficiali della schola gentilium dell'imperatore Massimiano[16]
- Martino di Tours, ufficiale delle scholae del cesare Giuliano.
- Mallobaude, re franco, tribunus armaturarum e poi magister militum.
- Claudio Silvano, tribuno franco e poi usurpatore.
- Bacurio d'Iberia, principe dell'Iberia caucasica, tribunus sagittariorum nella battaglia di Adrianopoli[17].
- Cassio, tribunus scutariorum nella battaglia di Adrianopoli[17]
- Giustiniano I servì come candidatus nel 518 al tempo della morte di Anastasio e l'ascesa dello zio Giustino I.

## Lescholaecometagmata

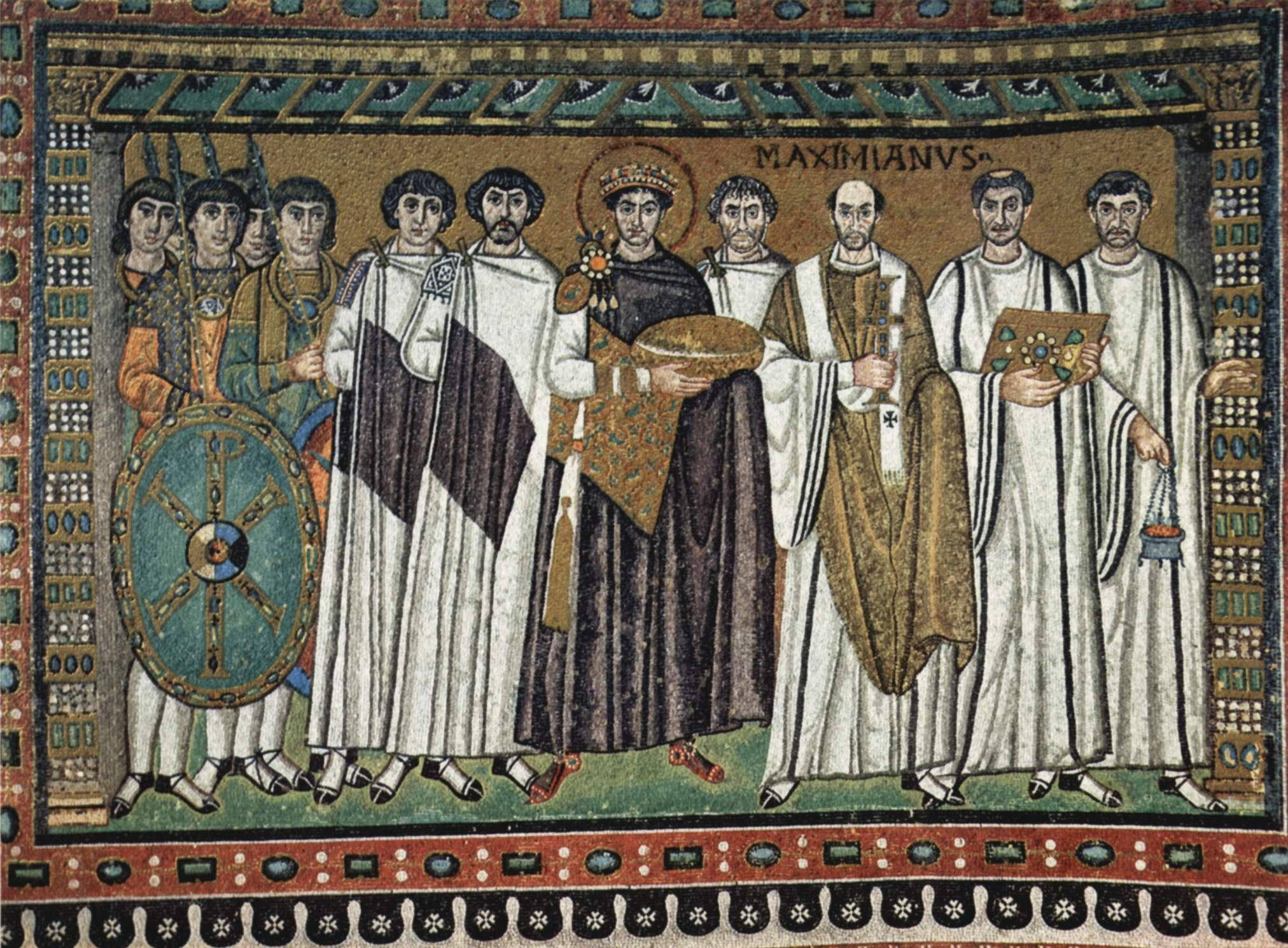
L'imperatore Giustiniano I e la sua corte nei mosaici della basilica di San Vitale a Ravenna. I soldati a sinistra, con le torques d'oro, sono scholares.

Le scholae, insieme agli excubitores, continuarono a esistere fino al VII secolo/VIII secolo, anche se diminuite in grandezza, come semplici unità cerimoniali. Tuttavia, attorno al 743, dopo aver sedato la grande rivolta delle truppe dei themata, Costantino V riformò la vecchia guardia di Costantinopoli nei nuovi reggimenti noti come tagmata, che avrebbero dovuto fornire uno zoccolo duro di truppe professionali e fedeli. I tagmata erano unità professionali di cavalleria, stanziate dentro e intorno a Costantinopoli, che formavano la riserva centrale del sistema militare bizantino e il cuore dei corpi di spedizione imperiale. Fungevano anche da importanti trampolini di lancio per la carriera militare dei giovani aristocratici.
Si discute sull'esatta grandezza dei tagmata, che viene individuata tra i 1.000 e i 4.000 uomini. La loro struttura era uniforme. I scholai erano comandati dal domestikos tōn scholōn, attestato per la prima volta nel 767. Questo ufficio crebbe gradualmente di importanza, al punto che a partire dal X secolo era divenuto di fato l'ufficiale anziano dell'intera armata, cioè una specie di comandante in capo (Generalissimo che rispondeva solo all'imperatore. Attorno al 959, ci fu la divisione tra il domestikos tōn scholōn tēs Anatolēs (nella parte orientale) e il domestikos tōn scholōn tēs Dysēs in quella occidentale.
Il domestikos aveva ai suoi comandi due luogotenenti (i topotērētēs), ognuno dei quali comandava metà, un segretario (il chartoularios) e un messaggero capo (il proexēmos).  Il tagma fu diviso in 20 unità più piccole (I banda) comandate da conti (komēs). Dal tardo X secolo compaiono 15 banda per ogni metà degli scholai, cosa che indica un aumento numerico e di grandezza Ogni komēs comandava cinque domestikoi. C'erano anche 40 portabandiere (i bandophoroi), raggruppati in quattro categorie: protēktores ("protectors", che derivavano dai protectores), eutychophoroi, skēptrophoroi e axiōmatikoi.